# Eiselfing
Eiselfing è un comune tedesco di 2 957 abitanti, situato nel land della Baviera.